# Joan Icart i Clos
Joan Icart i Clos (Sant Pere de Vilamajor, 1959) és empresari industrial i va ser alcalde de Sant Pere de Vilamajor entre el 1995 i el 2003.
Llicenciat en ciències econòmiques i en dret per la Universitat de Barcelona i màster en direcció i administració d'empreses per ESADE, és gerent d'una empresa familiar en el ram de l'alimentació animal i membre destacat de diferents associacions professionals del sector alimentari català: president de l'Associació de fabricants de pinsos de Catalunya, membre de la junta de la Llotja de Cereals de Barcelona, president de Qualimac, de Procàrnia i de la Fundació Agroalimentària de Catalunya.
Va ser regidor de l'Ajuntament de Sant Pere de Vilamajor per CiU des de l'any 1986 fins al 1995, any en què fou elegit alcalde després d'encapçalar la llista més votades en aquell any. La següent legislatura (1999-2003) es tornà a presentà i obtingué la majoria absoluta amb 6 regidors dels 11 que tenia el consistori. Després de dues legislatures com a alcalde ja no es va tornar a presentar. De la seva actuació com a alcalde cal destacar: la recepció urbanística de les urbanitzacions de les Faldes del Montseny, Can Vila, Can Ram i Vallserena, la instal·lació de la xarxa municipal d'aigua en alta i la connexió a la xarxa Ter - Llobregat, la construcció del CEIP Torre Roja, de l'edifici de serveis municipals i del local social de les Faldes del Montseny; la creació dels centres cívics del Pi Novell i les Faldes, i la instauració del servei municipal de transport públic. Durant el seu mandat també es va impulsar la creació del Centre d'Estudis Locals, i es va instaurar el servei permanent de vigilància municipal.
El 2009, juntament amb la resta d'exalcaldes de Sant Pere de Vilamajor, va donar suport a les consultes sobiranistes.